# Mark Raso
Mark Raso (Toronto, ...) è un regista canadese.
Co-proprietario della società di produzione Fidelio Films, Raso è conosciuto soprattutto per aver scritto e diretto il lungometraggio Copenhagen nel 2014, con Ed Harris, Jason Sudeikis ed Elizabeth Olsen, e il film di fantascienza Netflix Awake nel 2021, che era numero uno al mondo sulla piattaforma quando è stato rilasciato e il suo cortometraggio, vincitore dello Student Academy Award, Under, nel 2012.

## Biografia
Raso è nato a Toronto, Ontario, Canada. Dopo aver frequentato l'Università di Toronto, dove ha conseguito una laurea in letteratura inglese e studi cinematografici, Raso ha continuato a studiare regia e sceneggiatura alla Columbia University. Dopo essersi laureato alla Columbia nel 2012, Raso ha scritto, diretto, il suo primo lungometraggio Copenhagen, un film acclamato dalla critica che ha vinto il premio del pubblico allo Slamdance Film Festival. Fin dalla sua premiere, Raso è stato definito "un talento da tenere d'occhio", dallo scrittore del New York Times David DeWitt.

## Fidelio Films
Raso è comproprietario di Fidelio Films, una società di produzione cinematografica indipendente con sede a New York, fondata dai produttori David Figueroa García, Mauro Mueller e Mauricio Leiva-Cock nel 2010. Tutti e quattro si sono incontrati mentre studiavano regia e sceneggiatura alla Columbia University. La compagnia ha prodotto una serie di cortometraggi acclamati, vincendo due volte di fila agli Student Academy Awards con Under nel 2012 e A World for Raúl nel 2013. Il loro primo lungometraggio Copenhagen, con Gethin Anthony, Dahl Hansen, Sebastian Armesto, Mille Dinesen, Baard Owe e Tamzin Merchant, è uscito nelle sale del Nord America nel 2014.

## Filmografia
- Groomed (2004)
- The Engagement Party (2007)
- Tomorrow (2009)
- Brand New Day (2010)
- In for a Surprise (2010)
- Under (2011)
- Un Mundo Para Raul (2012)
- Copenhagen (2014)
- Kodachrome (2017)
- Awake (2021)